# Susan O'Connor
Susan O'Connor (Calgary, 3 maggio 1977) è una giocatrice di curling canadese.

## Biografia
Partecipò all'età di 32 anni ai XXI Giochi olimpici invernali edizione disputata a Vancouver nella Columbia Britannica, (Canada) nel febbraio del 2010, riuscendo ad ottenere la medaglia d'argento nella squadra canadese con le connazionali Cheryl Bernard, Carolyn Darbyshire, Cori Bartel e Kristie Moore.
Nell'edizione la nazionale svedese ottenne la medaglia d'oro, la cinese quella di bronzo.